# Würflach
Würflach – gmina w Austrii, w kraju związkowym Dolna Austria, w powiecie Neunkirchen. Według Austriackiego Urzędu Statystycznego liczyła 1 538 mieszkańców (1 stycznia 2014).